# Cramignon
 (janvier 2023).
Le cramignon est une danse traditionnelle de la région de Liège. Elle se pratique dans les localités au nord de Liège et dans la vallée du Geer. Il existe aussi un cramignon à Xhoris au sud de la province, et aux Pays-Bas.
Depuis 2019, le cramignon est repris parmi les chefs-d'œuvre du Patrimoine oral et immatériel de la Fédération Wallonie-Bruxelles.

## Cramignon
Le cramignon est une danse en forme de chaine ouverte, au cours de laquelle jeunes gens et jeunes filles, autant que possible par couples, se tiennent par la main pour parcourir les rues du village sur les airs joyeux de la musique de cramignon. Dans le Limbourg, on parle plus de ronde dansée (rei) que de cramignon. Dans les deux cas, ces mots désignent tout autant la danse que le chant et la musique, toujours sur le tempo de la mesure 
 et 
. Certaines mélodies limbourgeoises et wallonnes se ressemblent tellement qu'elles doivent remonter à la même source. On entend immédiatement le lien historique entre, par exemple, La Daye, qui est souvent jouée à Haccourt, Hermalle, Eben et Emael, et la danse que les habitants de Mheer et d'Eijsden connaissent sous le nom de d'n Os. 
Tant dans les villages wallons que limbourgeois, le capitaine de la jeunesse (li capitinn' ou li mineû) mène la danse, avec dans la main gauche un bouquet de fleurs aux couleurs de la jeunesse, qui remplace le bâton (bordon) d'antan. De l'autre, il tire le cramignon avec sa cavalière (li filyète). Eijsden est l'exception : là, c'est la reimeid (fille de la danse) qui conduit le cramignon. En Wallonie, le dernier homme à la queue (li cowe) du cramignon, le lieutenant, porte le bouquet dans la main droite. C'est lui qui sera probablement le capitaine l'année suivante.
Les jeunes gens wallons dansent en costume ou en smoking tandis que les jeunes filles portent des robes longues et colorées. Les jeunes couples se présentent ainsi fièrement à la population du village lors du défilé, avant que ne commence le cramignon, pendant lequel ils chantent les airs traditionnels à tue-tête, en français ou en wallon. Ces airs jouent un rôle plus important en Wallonie que dans le Limbourg, où le texte des quelques airs consiste la plupart du temps en phrases sans signification réelle.
Du côté néerlandais, le répertoire se limite en effet à une vingtaine de mélodies, à raison d'environ cinq par village. Il n'en existe pas de vraie partition. Les cramignons sont joués à l'oreille, et les anciens les transmettent aux plus jeunes en jouant. Ces mélodies, à l'exception de quelques-unes, comme Sjtukske sjeenk ou Jeanitteke, ne portent pas de titre, et le nom de leur auteur s'étant perdu. En Wallonie, les chants ne parlent plus vraiment d'amour, comme auparavant (Les Coqs), mais ont un caractère plus satirique, dirigé contre le cramignon de l'autre couleur (Vîve lès Rodjes ou Li Paskèye). Ils trouvent aussi leur origine dans le folklore wallon (C'èst dès canailles, fré Hinri ou Lès Poyètes).
Aux Pays-Bas, la tradition du cramignon n'existe plus que dans l'extrême sud du Limbourg Sud, dans les villages d'Eijsden, Oost-Maarland, Gronsveld, Mesch, Sint Geertruid, Mheer et Noorbeek, tous très proches de la frontière. Du côté belge, le cramignon est bien vivant en Basse-Meuse, surtout dans les villages des vallées du Bolland, de la Meuse et du Geer.

## Origines
Le mot « cramignon » est ancien : on le trouve déjà dans des manuscrits liégeois du XVIe siècle. En vieux français, un cramillon est l'objet qui pend dans la cheminée et qui permet de suspendre les casseroles au-dessus du feu, la crémaillère. Avec sa forme de scie à  grandes dents, celle-ci est facilement comparable au mouvement en zigzags du cramignon. Ce n'est que plus tard, au milieu du XIXe siècle, que les chants et la musique accompagnant la danse prendront aussi le nom de cramignon :  des sociétés liégeoises organisent alors des compétitions pour désigner le meilleur cramignon (chant et musique).

## Rouges et Bleus
Du XIXe siècle date aussi la séparation des cramignons villageois en deux courants. Les Libéraux (Bleus) demandent alors davantage d'influence des autorités publiques sur la société et l'enseignement, aux dépens de l'institution catholique. Ce conflit se marquera surtout lors de la guerre scolaire (1879-1884). À la suite de ce duel nait une compétition féroce entre les Rouges et les Bleus, qui joue toujours un rôle primordial en Wallonie, mais aussi à Eijsden. Les Rouges (couleur du Sacré Cœur), le parti des catholiques traditionnels et des grands propriétaires terriens, s'opposent aux nouvelles idées libérales des Bleus (couleur de la Vierge). Lors de la procession, les Bleus portent la statue de la Saint Vierge, car ils restent catholiques. La tradition, bien vivace à Eijsden, est moins prononcée en Wallonie. De nos jours, on est rouge ou bleu par tradition familiale ou par amitié, plus rarement par conviction politique. L'origine de la fête, et la signification des couleurs, échappe à la plupart des membres des différentes organisations.

## Le curé
Bien que les sociétés liégeoises du XIXe siècle aient essayé de faire prospérer le cramignon en mettant l'accent sur son caractère populaire, il est de moins en moins dansé fin XIXe et début XXe siècle, la jeunesse lui préférant les valses et autres danses modernes. Autour de 1900, ce sont les prêtres qui vont redonner un coup de jeunesse au cramignon, dans l'espoir de décourager ces danses « corrompues » par la trop grande proximité des danseurs. C'est la raison pour laquelle il a survécu dans les villages conservateurs et disparu dans les grandes villes progressistes, Liège et Maastricht. L'implication du curé peut encore se voir de nos jours à Eijsden. La tradition veut qu'il y conduise le cramignon quelques instants, avant de rendre le bouquet à la meneuse (reimeid).

## Danser le cramignon lors du Bronk et de la kermesse
En Wallonie, le cramignon se danse pendant la kermesse dédiée au Saint Patron du village, en général, le dimanche et/ou le lundi et le mardi. Au Sud Limbourg en revanche, la ronde dansée prend vie lors de la fête du Bronk, l'une des festivités qui entourent la procession du Saint Sacrement. Ces festivités durent en général trois jours : le Bronk ne désigne pas seulement la procession du dimanche matin, mais aussi la fête qui la prolonge deux jours durant, avec des activités traditionnelles telles que les messes des Jonkheden (Jeunesses) et le tir de campes, par exemple. Le cramignon prend généralement son envol le dernier jour, le mardi.

## Cramignons

### Aoh sjôn nitteke
Aoh sjôn nitteke (aahh belle fille) est joué par la Royale Oude Harmonie d'Eijsden dans les hameaux et les villages: Mesch (seulement les années paires), Maarland, Breust et Eijsden-Centre. Ci-dessous, le texte dans le dialecte Eijsdens:.
Aoh sjôn nitteke
Aoh sjôn kingd
Kom mer ien m'n sträötsje
De bis m'n kameräödsje
Kom mer ien m'n sträötsje
Dan haw ich dig 'ns leef
Aoh sjôn nitteke
Aoh sjôn kingd
Kom mer ien m'n sträötsje
De bis m'n kameräödsje
Kom mer ien m'n sträötsje
De bis m'nne kameraod

### D'n Os
D'n Os (le Bœuf) est joué par, entre autres, la Royale Harmonie Sainte Cécile d'Eijsden dans les quartiers et villages: Mesch (uniquement les années impaires), Oost, Station, Hoog-Caestert et Laag-Caestert. Ci-dessous, le texte dans le dialecte Eijsdens:
Prowme vlaoj mit sokker op
Hebbe v'r allemaol toch zoe geare
Prowme vlaoj mit sokker op
Hebbe v'r allemaol toch zoe gear
(2x)
Haw v'r d'n os mer neet verkoch
Dan haw v'r, dan haw v'r, dan haw v'r 'm nog
Haw v'r d'n os mer neet verkoch
Dan haw v'r, dan haw v'r, dan haw v'r 'm nog
(2x)

### La daille (Li daye)
Li daye, ou la daille : sur l'air de Bon Voyage, Monsieur Dumollet pour le couplet, le refrain étant une invention ultérieure. les paroles évoquent un cuisant échec subi par les Rouges de Haccourt.
Cet air est un air d'attaque, comme Li Pèteye, qui peut alors être joué dans des tempos différents pour déstabiliser l'autre harmonie. Il est le plus souvent joué dans les rencontres de cramignons, par le groupe qui a le plus grand nombre de couples. Ce qui n'empêche pas l'autre groupement de le chanter aussie, sous prétexte que son cramignon est plus beau. Le mot daye a d'ailleurs pris depuis peu un autre sens et définit aujourd'hui cette rencontre de cramignons et ce défi d'harmonies.
Kéne (of Qéle) daye, kéne daye, po lès Rodjes (Bleûs), èt po lès Rodjes (Bleûs)
Kéne (of Qéle) daye, kéne daye, po lès Rodjes (Bleûs), - c'èst dès chinailles
A Hermalle, les Bleus ont composé des paroles sur cet air. A fin du XIXe siècle, les surnoms étaient très populaires et on les retrouve dans cette composition ;
Mårticot, Fåabite èt Roytè
C'èst l'Måarticot, c'èst l'Mårticot
Mårticot, Fåbite èt Roytè,
C'èst l'Mårticot li pu bê dès dès oûhès
Mårticot (de mårticot, « singe », désigne les Charliers, famille dont les membres étaient de vrais acrobates. Les fåbite, (de fåbite, « fauvette », fåvete est une déformation populaire, plus proche du français) surnommaient les Fiévez. Quant aux roytès (de rôy'tê, « roitelet ») c'étaient les Dessart. Trois familles rouges, cibles de l'ironie bleue.
Un tantinet taquins, des Bleus de Haccourt ont écrit les paroles suivantes :
Roup tata, Marie-José Lafleûr,
Dizo tes cotes,
T'as mètou des cliquotes!
Roup tata, Marie-José Lafleûr,
Dizo tes cotes,
T'as mètou on få cou.
Caroline, Caroline
Mets tes p'tits souliers vernis
Ta robe blanche du dimanche
Et ton beau chapeau fleuri.

### C'èst dès canayes, fré Hinri[2]
| 1.  | Hinri, vos n' mi v'nez pu vèye. Dj'a tant des chôses à v' conter. Mi qu' na pus qu' vos chal èl vèye, A qui dj' pôye mi consoler. | 2.  | Mes wèzins, djèl pou bin dîre I n' mi vèyèt nin voltî. S'i savît di m' fé plêzir Is-inm 'rit mî dè mori.                         |
| 3.  | Dj'a todi inmé l'oneûr, Èt dj' ses çou qu' c'èst dè viker. Bin, Hinri, vos m' polez creûre I m' vont k'djåser tot costés.         | 4.  | Ni d'hèt-i nin bin asteûre Qui dji m' rimplih di pèkèt, Mi quî n' beut qu' sèt ' ût mèzeûres Par djoû, ci n'èst nin grand-tchès. |
| 5   | L'ôte djoû, dj'aveû bu dès gotes On pô pus' qu'à l'ordinêre, Dji touma l' djève èl corote Tos lès-èfants k' mincît-st-a brêre.    | 6.  | D'ôyî brêre, v'là les wèzènes Qu'acorèt po v' ni vèyî, Èt qui v'net rîre a m'narène, Et danser tot-åtoû d' mi                    |
| 7.  | Èl plèce di m' prinde po lès brès' Èt loukî di m' ridrèssî, I n' vinèt k'sètchî po l' tièsse Èt m' dåborer tot d' broûlî.         | 8.  | Anfin, dj' rinteûre èl mohone Après-aveûr bin sofri. Ine eûre après, v'là qu'on sone. C'èsteût co in ôte displit.                |
| 9.  | Dji lèya soner ine eûre. Après, dj' vas droviér l' pwète Mins qui veû-dj? On tchèt tot neûr Pindou po l' cowe à l' sonète.        | 10. | Si v's avîz vèyou l' pôve bièsse, Com'i fév po s'dilahî I sètchîve di totes sès fwèces, Tot fant dès grimaces sor mi.            |
| 11. | I voléve potchî al tère. I sètchîve come on pièrdou Tot d'on côp i sètche si fwêrt Qui s' råye li cowe foû dè cou.                | 12. | On djoû m 'tchin èsteût-st-èl rowe. Ni v'là-t-i nin qu' lî loyèt O boket d' tchèna al cowe, Èt puis v' la qu' corêt-st-après.    |
| 13. | Dji r' plake co îr à m' finièsse On bê blanc cwårê d' papî Onk èl disfonce avou s' tièsse Tot d'mandant: Quéle eûre è-st-i?       | 14. | Vo-m-la-st-oblidjî co 'ne feye Dè faleûr candjî d'qwårti; Mins là, ci n'èst pus parèye Dj'î so come è paradis.                   |
| 15. | Mi feume èsteût tél'min måle Di faleû candjî d' qwårtî. Dji touma s-t-à Eben-Emål Dj'î so come è paradis !                        |     | |

En lettres grasses, les deux couplets les plus chantés, sûrement à cause du pékèt et de ce qui arrive au chanteur.

## Les cramignons dans la littérature
- Une pauvre mouche et autres cramignons liégeois, Henri Davignon, Librairie PLON, 1937
- Nouveaux cramignons liégeois, in Poèmes suivis de six pièces pour marionnettes de Alain Hankar Gérard, P.J.Oswald, 1972 https://pjoswald-orpheon-theatre.fr/pieces-de-theatre/poemes-suivis-de-six-pieces-pour-marionnettes